# کوریا (کاسرس)
کوریا (به اسپانیایی: Coria) یک دهستان و شهر در اسپانیا است که در استان کاسرس واقع شده‌است. کوریا ۱۰۳ کیلومتر مربع مساحت و ۱۲٬۸۹۶ نفر جمعیت دارد و ۲۸۰ متر بالاتر از سطح دریا واقع شده‌است.